# 1996 XH31
1996 XH31 är en asteroid i huvudbältet som upptäcktes den 14 december 1996 av den japanska astronomen Takao Kobayashi vid Ōizumi-observatoriet.
Asteroiden har en diameter på ungefär 3 kilometer och den tillhör asteroidgruppen Nysa.